# Borniochrysa solomonis
Borniochrysa solomonis är en insektsart som först beskrevs av Banks 1941.  Borniochrysa solomonis ingår i släktet Borniochrysa och familjen guldögonsländor. Inga underarter finns listade i Catalogue of Life.